# Oosterheide (Oosterhout)
Oosterheide is een wijk in de stad Oosterhout in de Nederlandse provincie Noord-Brabant.
De wijk ligt ten noorden van het gelijknamige natuurgebied en bestaat uit zes buurten:
- Bloemenbuurt
- Schrijversbuurt
- Natuurkundigenbuurt
- Componistenbuurt
- De Warande
- Paterserf

## Geschiedenis
Professor ir. J.H. Froger van de Technische Hogeschool Delft werd in 1955, na goedkeuring van een herzien uitbreidingsplan door de gemeenteraad, aangesteld als stedenbouwkundig adviseur. Samen met burgemeester Van Oers speelde hij een cruciale rol in het vormgeven van de ruimtelijke ontwikkeling van Oosterhout. Froger was verantwoordelijk voor het ontwerpen van uitbreidingsplannen voor zowel Oosterhout als de omliggende kerkdorpen, en ook voor het centrumplan. In de ambtelijke kringen werd het Oosterheide-plan vaak aangeduid als 'Plan Froger'.
Froger stond niet alleen bekend om zijn ontwerpen voor eentonige hoogbouw; hij was ook bereid om conventionele ideeën uit te dagen. Kerken behoefden volgens hem niet noodzakelijk in het hart van een woonwijk geplaatst te worden in uitbreidingsplannen. Voor Froger dienden ze niet langer als symbolen van religieuze macht, maar eerder als plekken van gemeenschapsdienst. Bovendien vond hij dat auto's het straatbeeld en de groene omgeving verstoorden. Daarom kwamen er naast parkeerplaatsen ook autovrije straten in zijn ontwerpen.
In 1961 keurde de gemeenteraad het bouwplan voor Oosterheide goed, en op 30 januari 1965 werden de eerste woningen opgeleverd. Hetzelfde jaar stemde de gemeenteraad in met de bouw van nog eens 1100 appartementen. Tegen 1970 was Oosterheide voltooid en telde het 2500 woningen en 12.000 inwoners.